# Muzeum Hansa Klossa w Katowicach
Muzeum Hansa Klossa – prywatna placówka kulturalna, prezentująca wystawy związane z serialem Stawka większa niż życie, mieszcząca się w Katowicach przy ul. Gliwickiej 6, istniejąca od marca do końca grudnia 2009.

## Historia
Muzeum zostało otwarte dla zwiedzających 1 marca 2009 o godzinie 10:00. Jego pomysłodawcą i twórcą jest Piotr Owcarz. Głównym zadaniem placówki była prezentacja kulturowego fenomenu, którym jest trwała i nieprzemijająca popularność serialu, ponadto miało ono ambicje stać się ośrodkiem kultury, w którym odbywały się spotkania fanów serialu z jego twórcami oraz ludźmi kultury.
Z powodu powstania projektu nowelizacji ustawy o muzeach, której przepisy zakazywałyby używania nazwy „muzeum” przez placówki komercyjne, założyciel muzeum podjął decyzję o zamknięciu placówki wraz z końcem 2009 roku. Dodatkowym powodem tej decyzji było pojawienie się zarzutów o rzekome zapędy germanizacyjne tego przedsięwzięcia. Jesienią 2010 nakładem wydawnictwa Gruner+Jahr Polska ukazała się książka Dariusza Rekosza zatytułowana Zamach na Muzeum Hansa Klossa. Książkę, wiosną roku 2015, wznowiło Wydawnictwo Bernardinum.
Muzeum przeniosło swoją działalność do Internetu.

## Charakterystyka
Wejście do muzeum znajduje się w bocznej uliczce Jana Sobieskiego. Za drzwiami wejściowymi znajduje się budka wartownicza i szlaban, otwierający się po nabyciu biletu. Pierwszymi eksponatami są umieszczone na ścianie po prawej stronie wycinki prasowe traktujące o serialu oraz książki i komplet komiksów z serii Kapitan Kloss. Naprzeciwko w kiosku można nabyć gadżety: koszulki, popielniczki, breloczki i pudełka zapałek z wizerunkami bohaterów serialu. Na ścianie na wprost wejścia w gablocie umieszczono kasety VHS oraz muzyczne z muzyką z filmu.
Schody w dół prowadzą do przedsionka, po prawej stronie znajdują się ubikacje z solidnymi metalowymi drzwiami w stylu drzwi bunkra, a napisy na nich wykonano pismem neogotyckim.
Następne pomieszczenie to Cafe Ingrid – kawiarenka, na której ścianach umieszczono plakaty i reklamy z czasów II wojny światowej. Z tej epoki są także bar, kasa, telefon i stoliki, a także odtwarzana muzyka. Nazwy drinków nawiązują do tytułów poszczególnych odcinków serialu.
Kolejne pomieszczenie nosi nazwę „Tolberg”. Znajdują się w nim figury woskowe Klossa i Brunnera oraz egzemplarze broni z czasów II wojny światowej: karabiny, noże, bagnety, granaty i hełmy.
Kolejne pomieszczenie to „Spotkanie”, rozmieszczono w nim eksponaty świadczące o wpływie serialu na kulturę, między innymi zdjęcie tablicy poświęconej nadaniu jednej z ulic Olsztyna imienia „Zaułek Stawki większej niż życie”. Na prawo od „Spotkania” pomieszczenie o nazwie „Liść dębu”, a w nim woskowa figura Hansa Klossa na motocyklu z bocznym wózkiem.
Najdalsze od wejścia pomieszczenie nosi nazwę „Wiem kim jesteś”. Tam wyświetlane są fragmenty serialu, a w gablotach można obejrzeć oryginalne taśmy filmowe i ich pudełka oraz egzemplarze dyplomów dokumentujących zdobyte przez twórców i aktorów serialu nagrody, a także gadżety z filmu. W jednym z rogów pomieszczenia pod sufitem "wbita w ścianę" atrapa bomby lotniczej.
Muzeum stylizowane jest na wnętrze schronu, ma nieotynkowane ściany z surowej cegły, grube kable natynkowe oraz drzwi wzorowane na typowych dla wojskowych schronów.
W maju 2009 muzeum rozpoczęło działalność kulturalną, polegającą na organizowaniu spotkań z ludźmi kultury – pisarzami, gwiazdami ekranu itp. W „Cafe Ingrid” gościli między innymi Robert J. Szmidt, Jakub Ćwiek, Rafał Dębski, Łukasz Orbitowski, Mariusz Czubaj, Witold Pyrkosz, Leonard Pietraszak, Edward Linde-Lubaszenko.

## Galeria

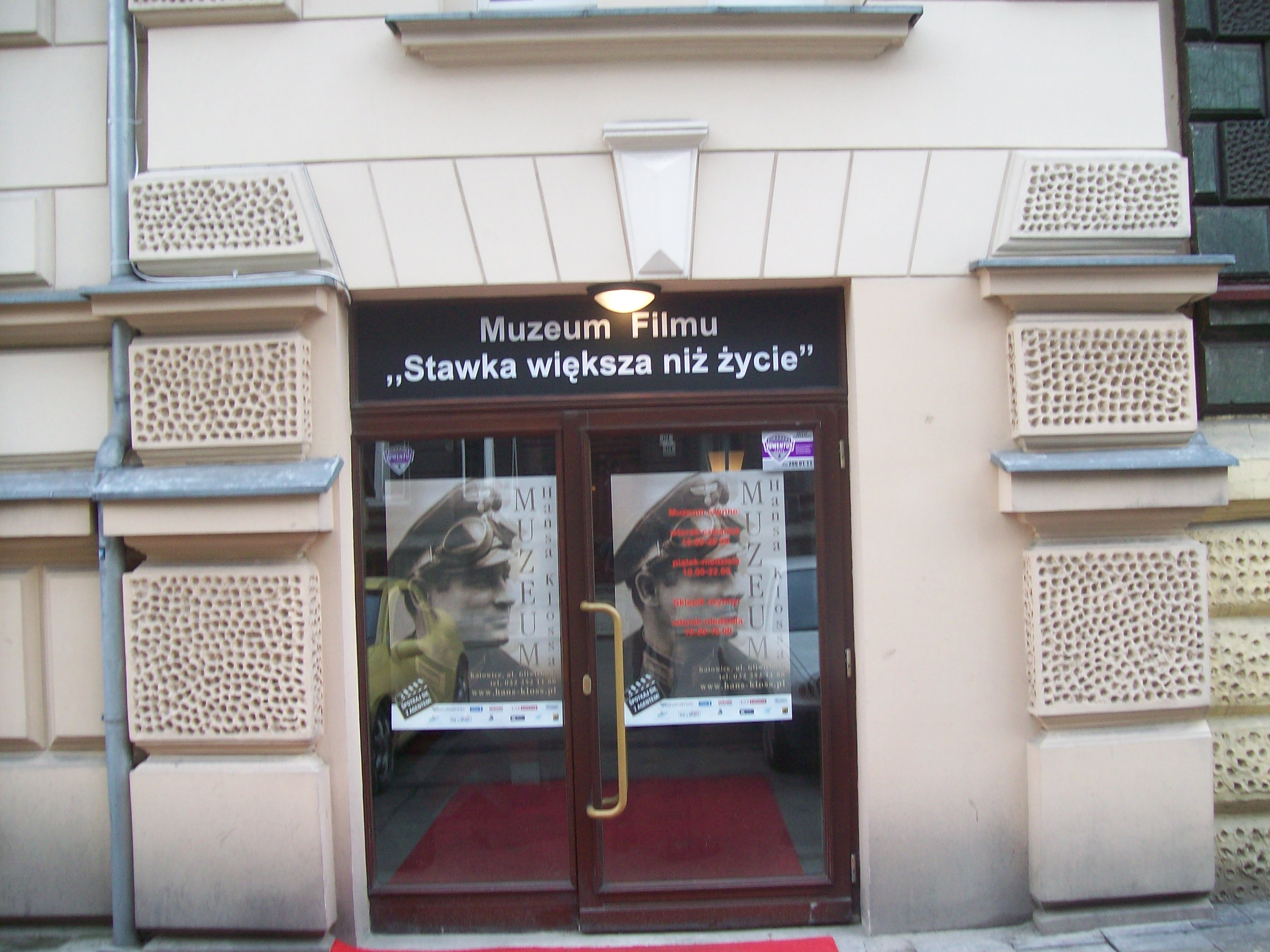
Wejście do Muzeum Hansa Klossa
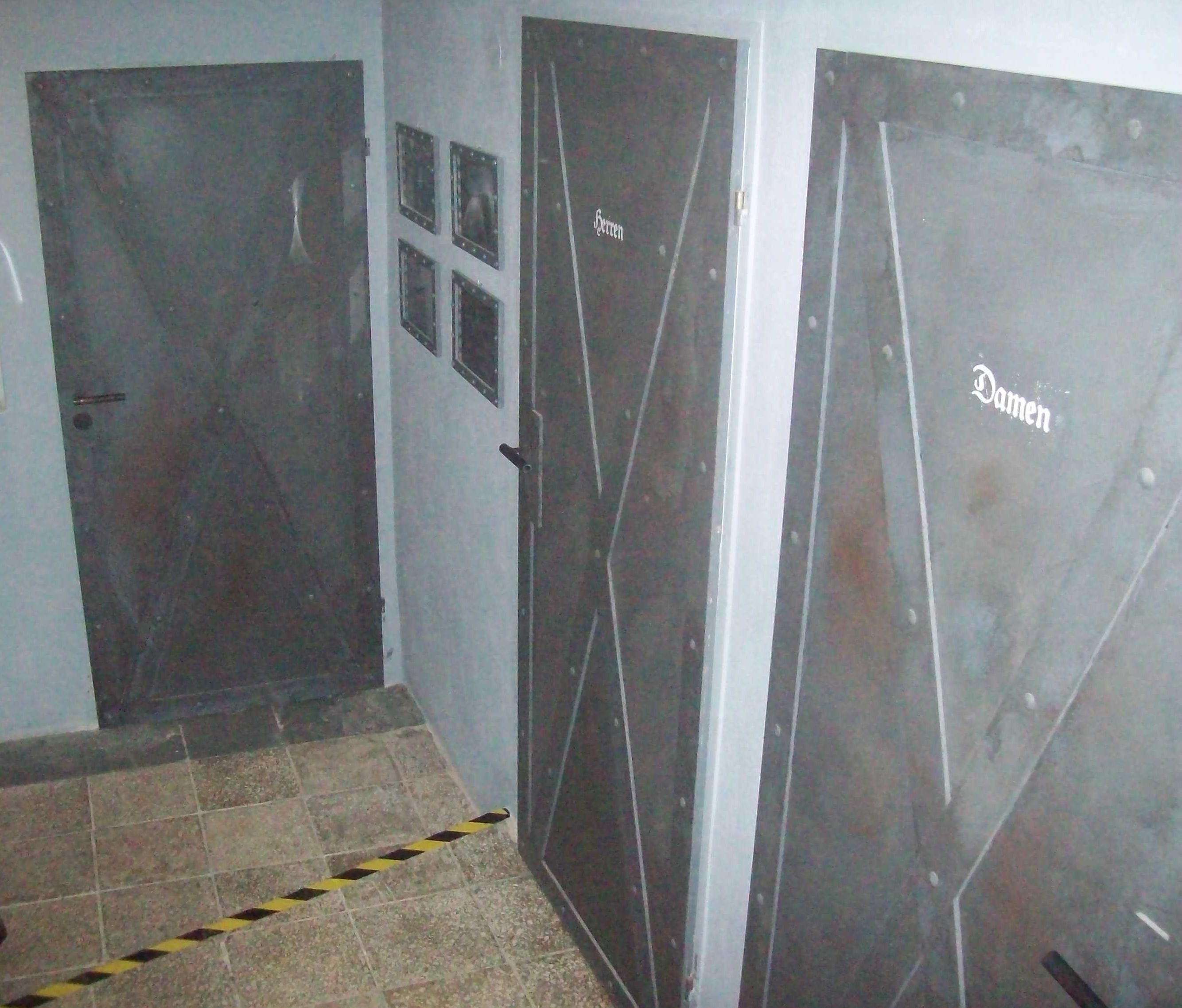
Przedsionek przed Cafe Ingrid
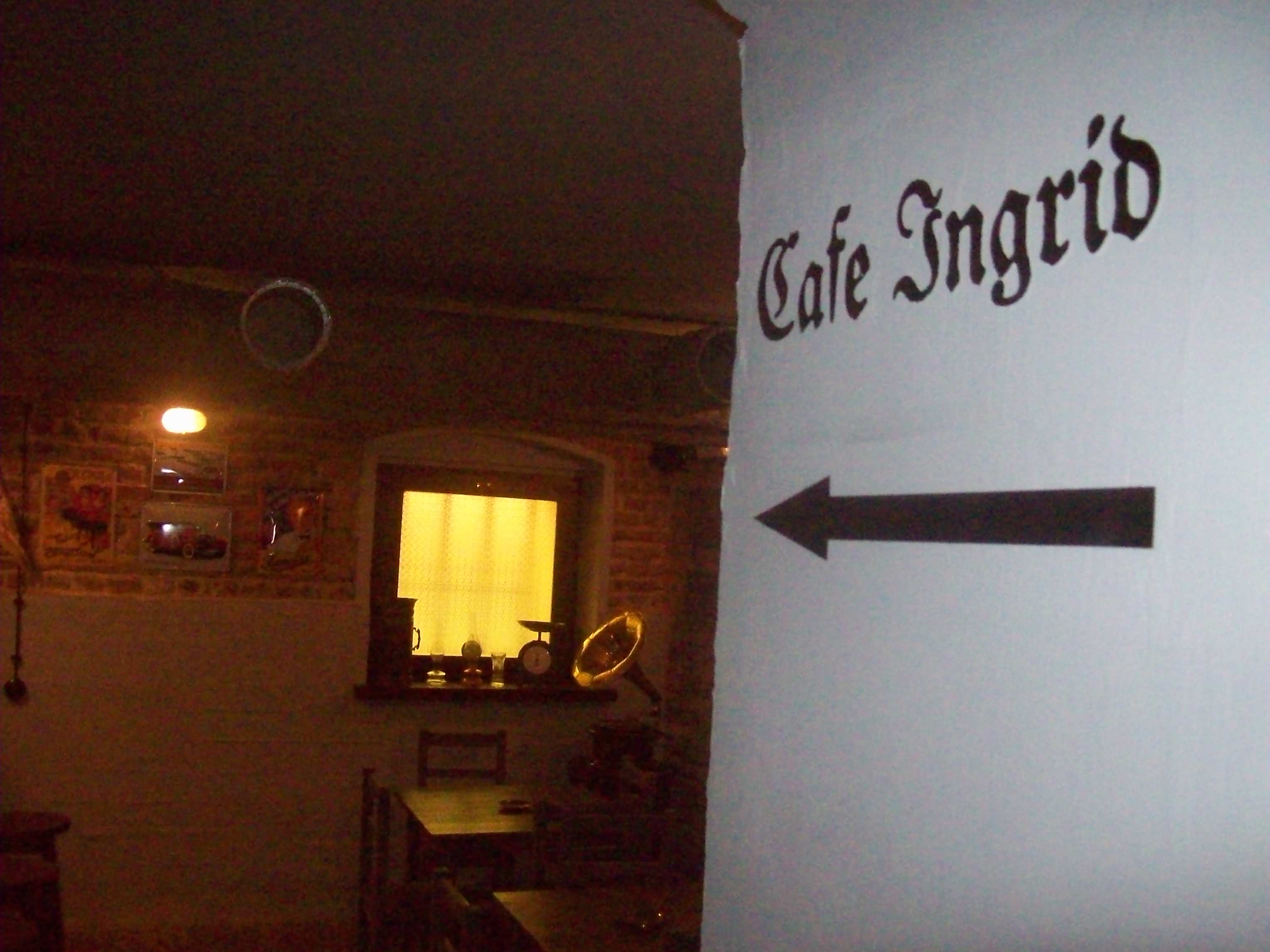
Wejście do Cafe Ingrid
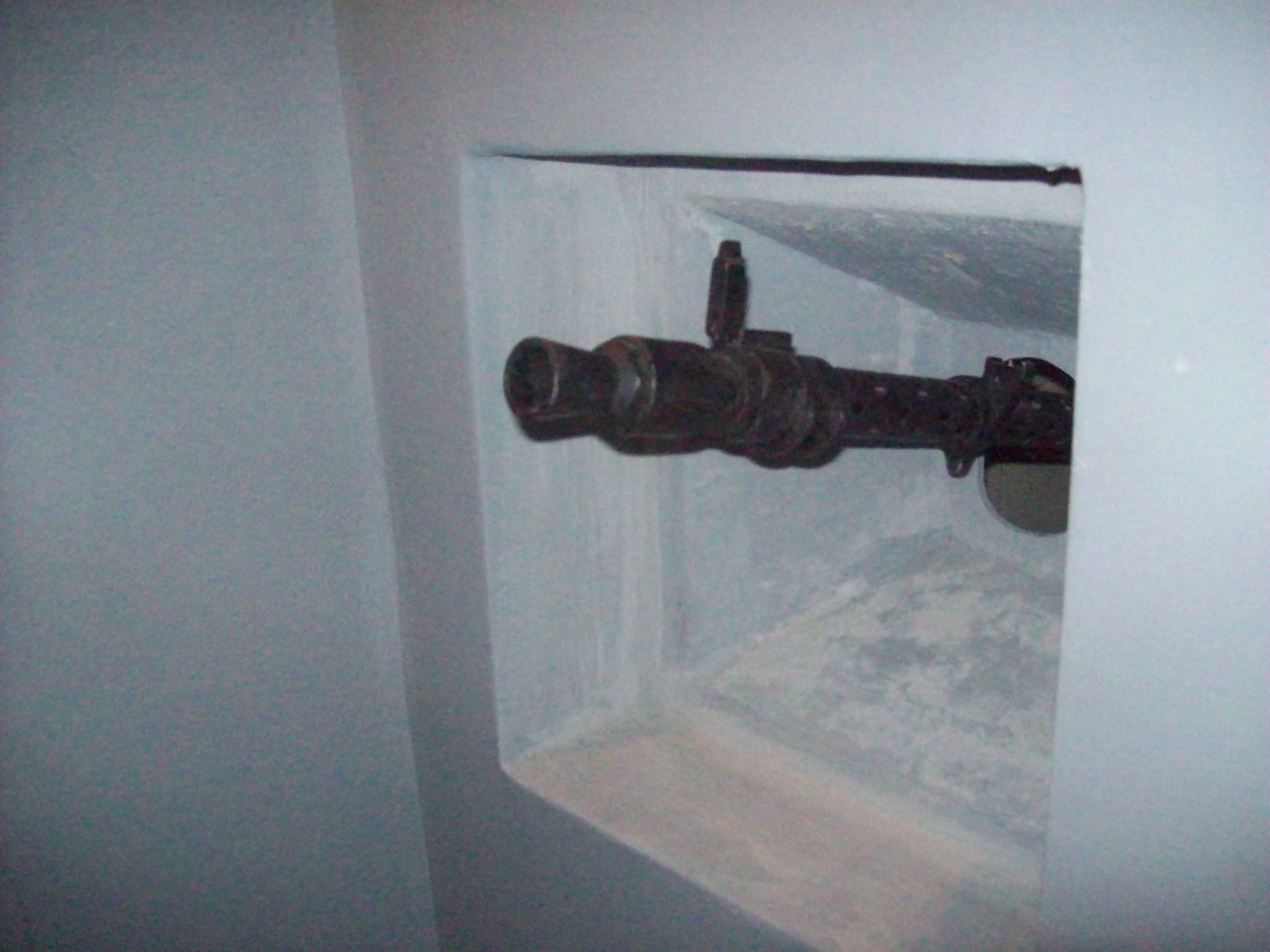
Atrapa karabinu maszynowego MG-34 w ścianie muzeum
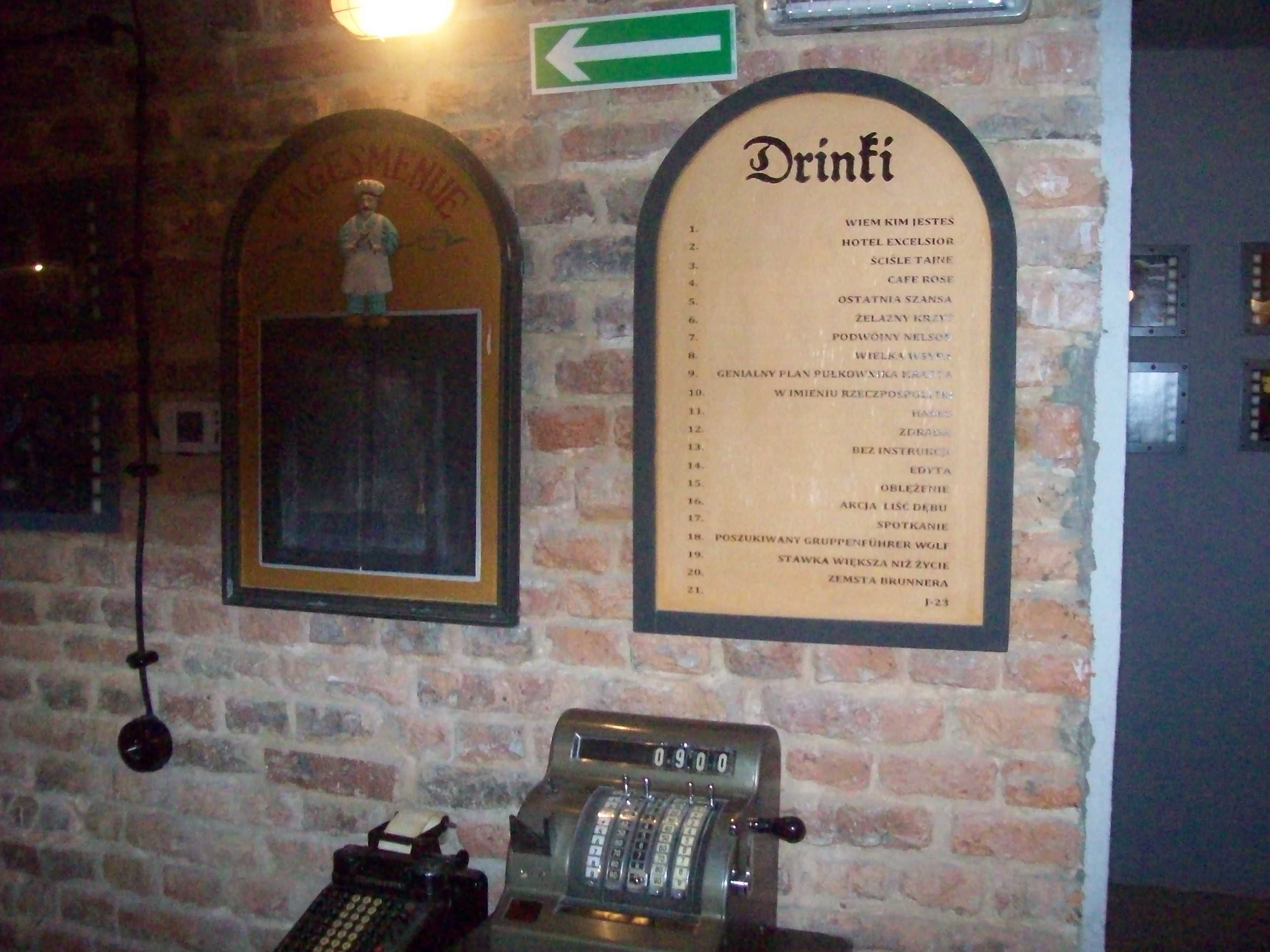
Lista drinków w Cafe Ingrid
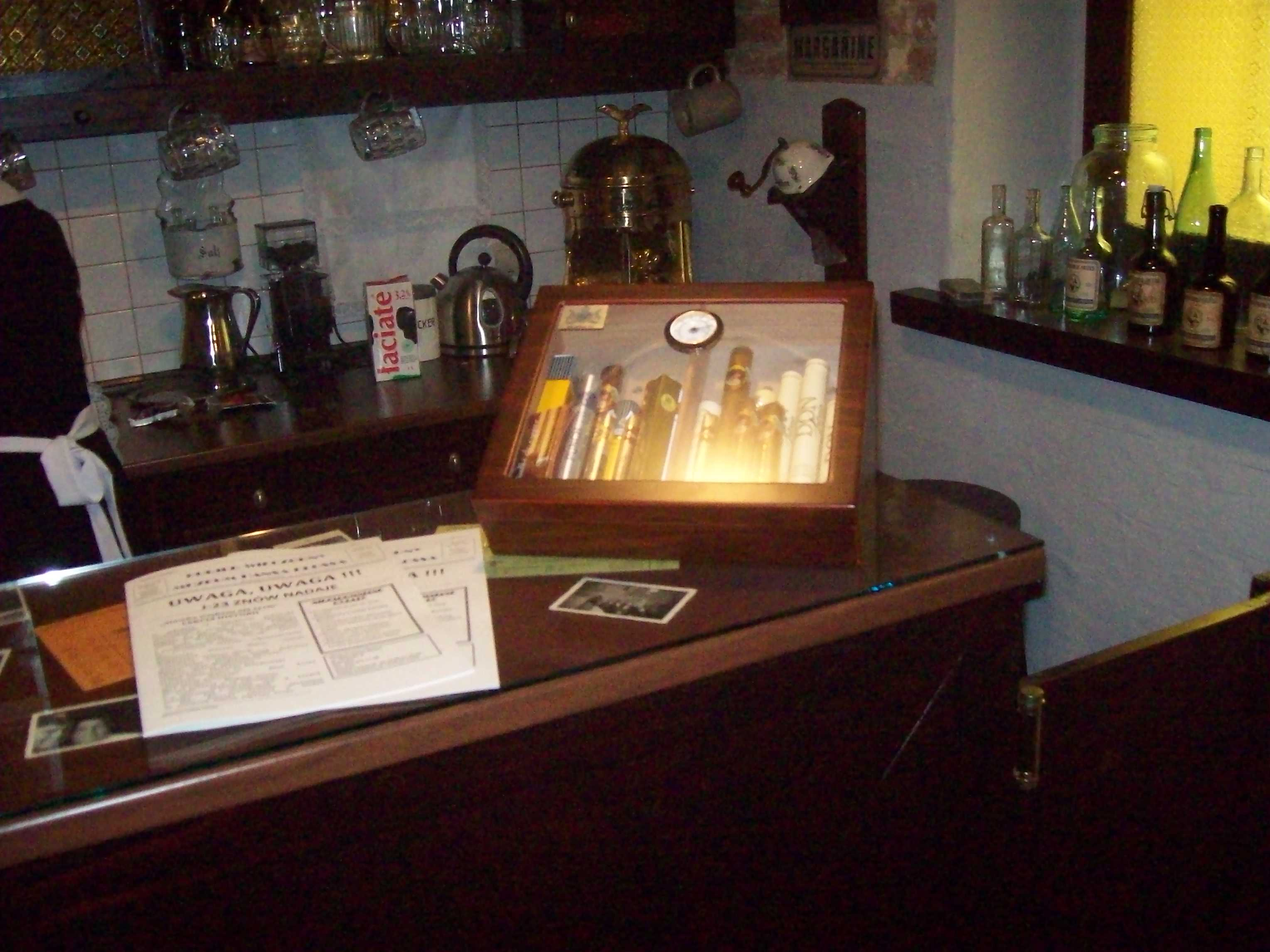
Cafe Ingrid, gablota z cygarami
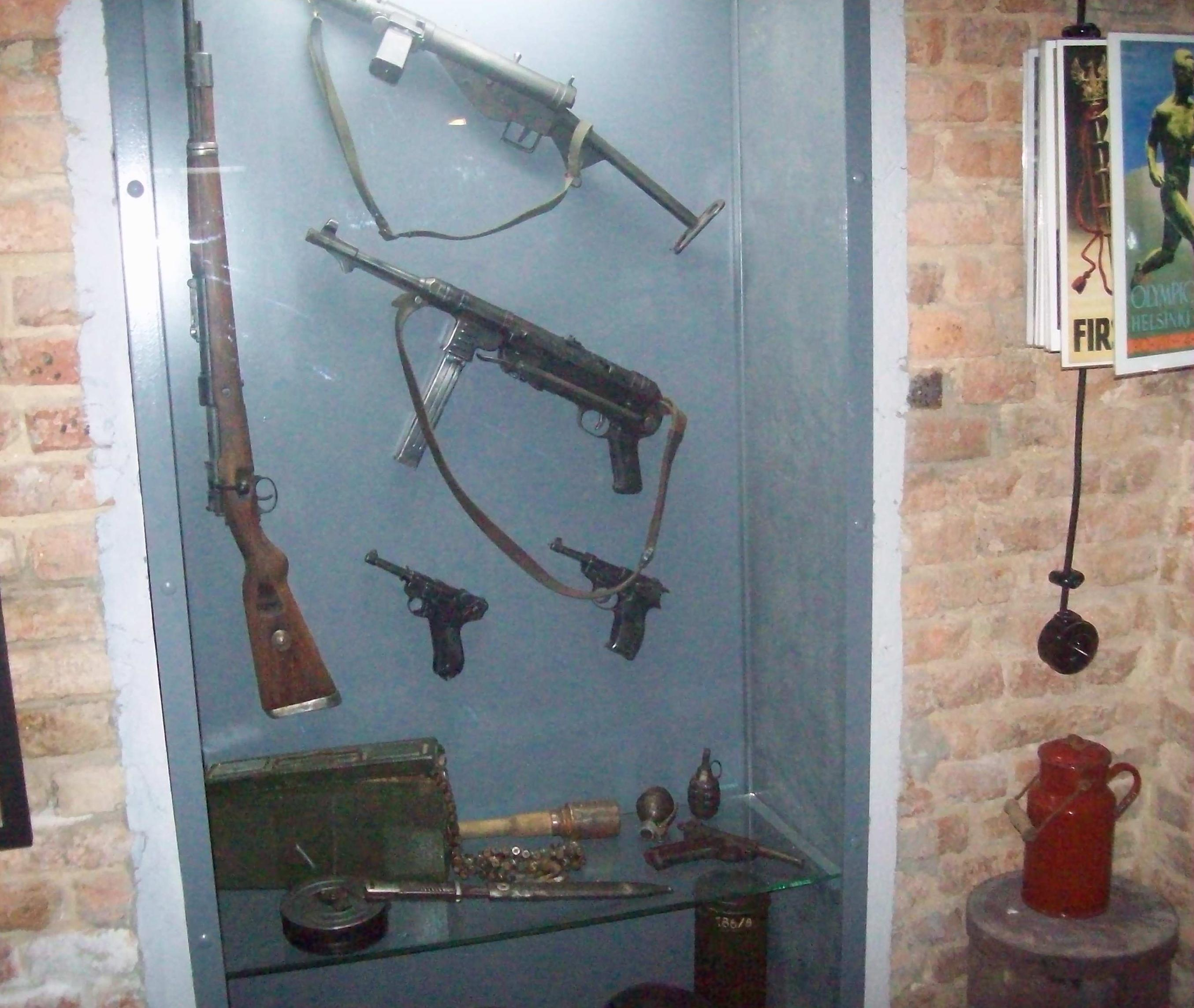
Gablota z bronią w pomieszczeniu "Tolberg"
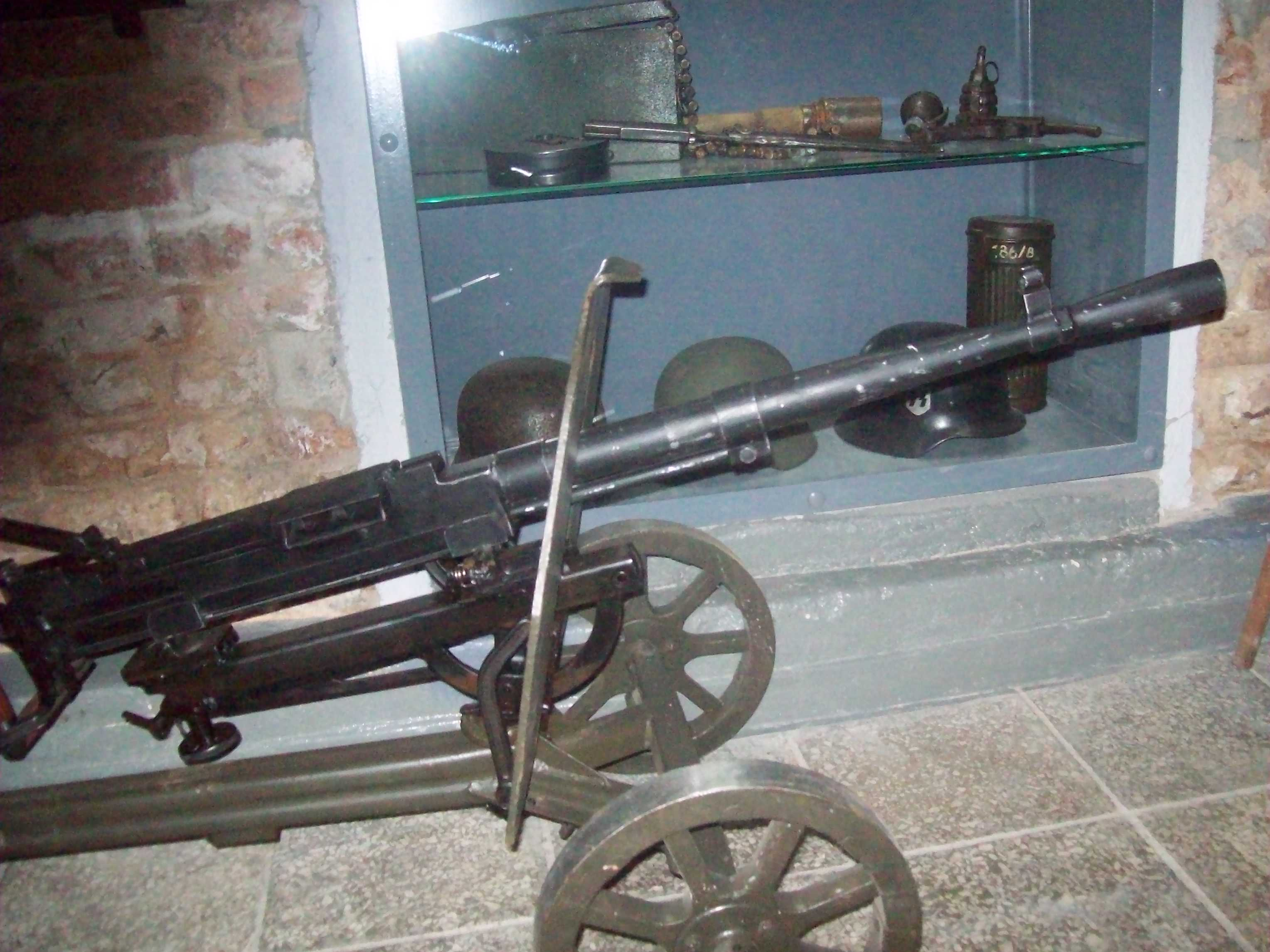
karabin maszynowy Goriunowa
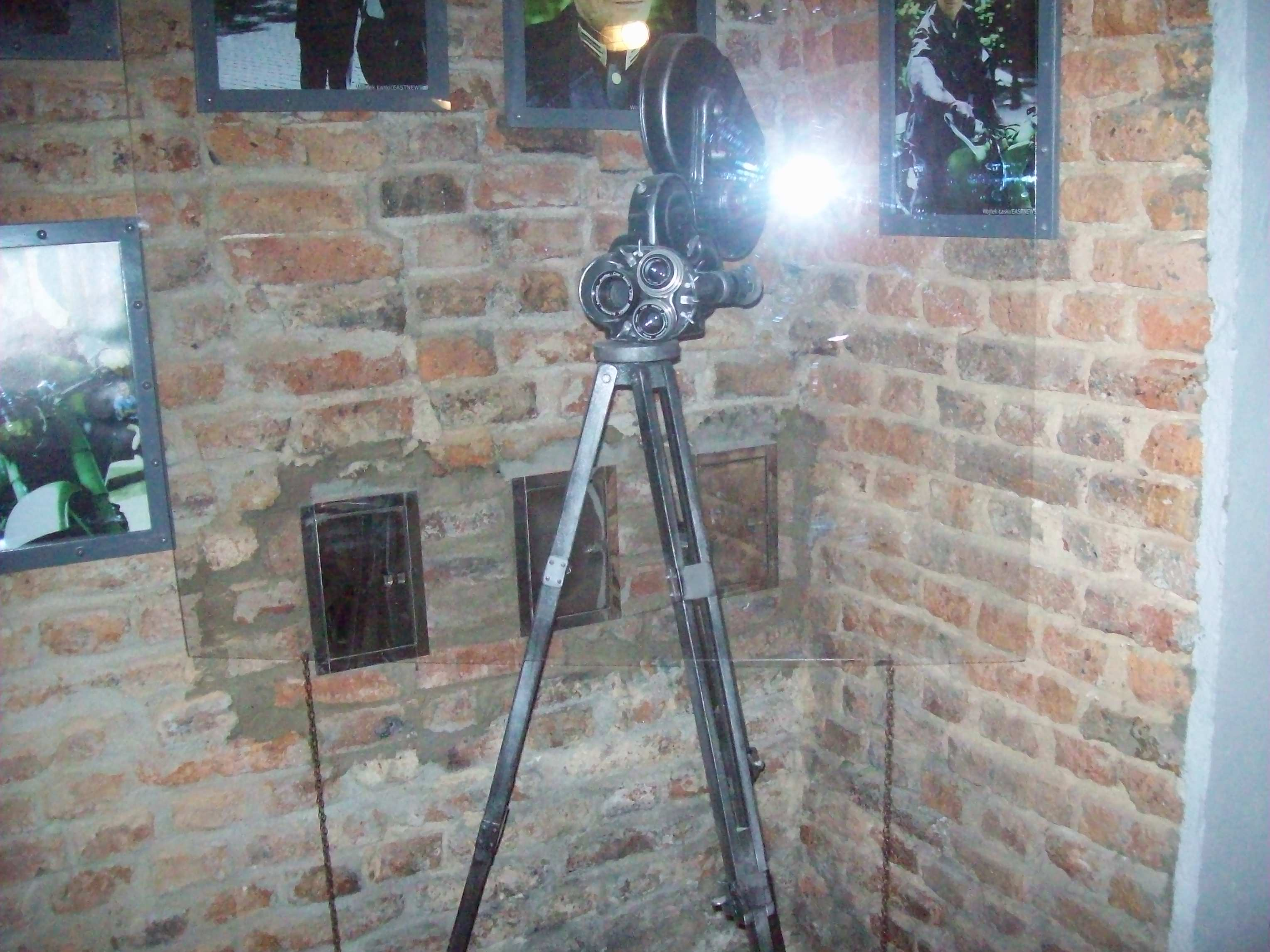
Zabytkowa kamera filmowa
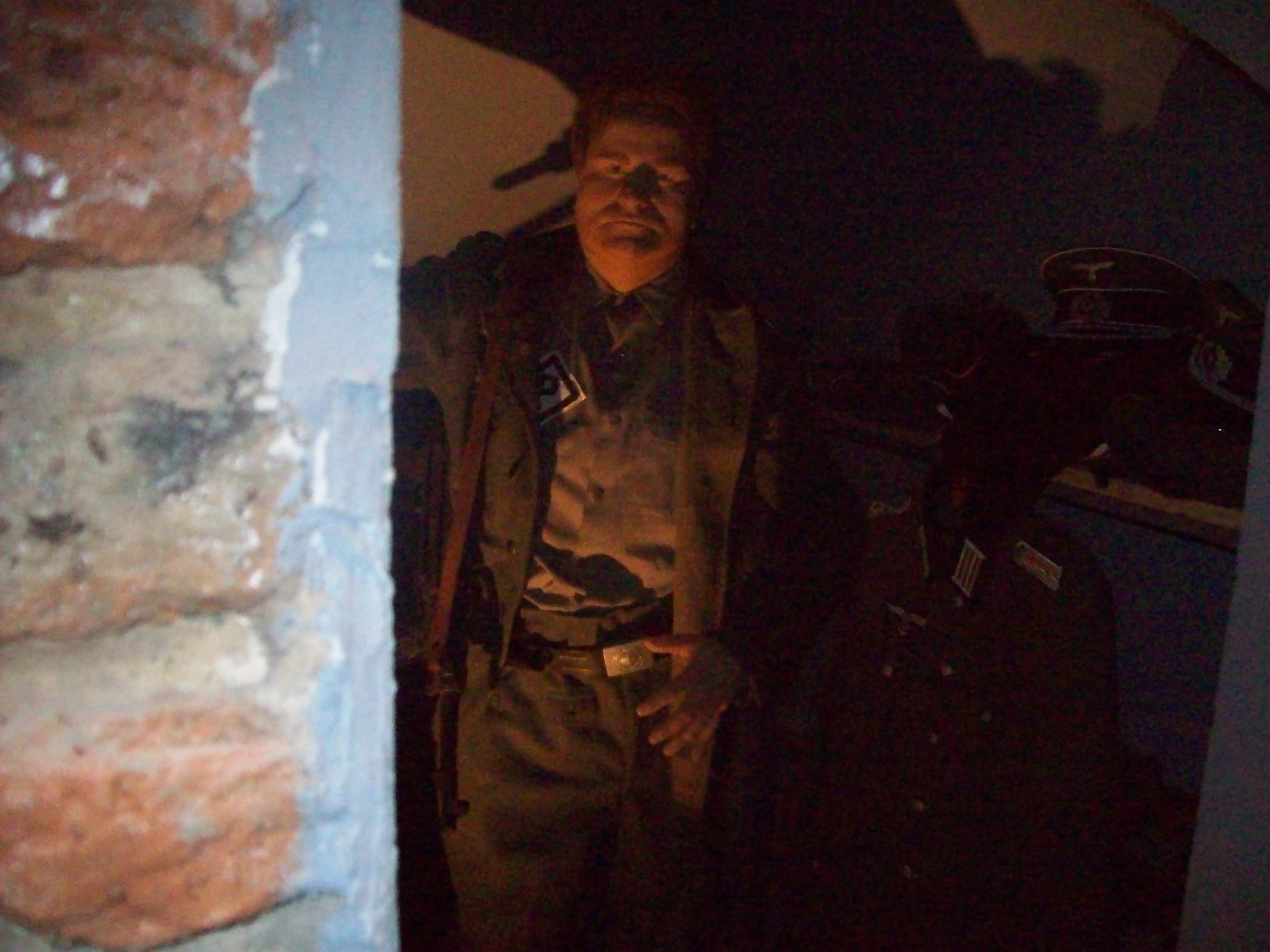
Figura woskowa robotnika przymusowego w Niemczech (po charakterystycznym "P" na piersi widać, że jest Polakiem). Jego twarz jest odlewem twarzy właściciela muzeum, Piotra Owcarza
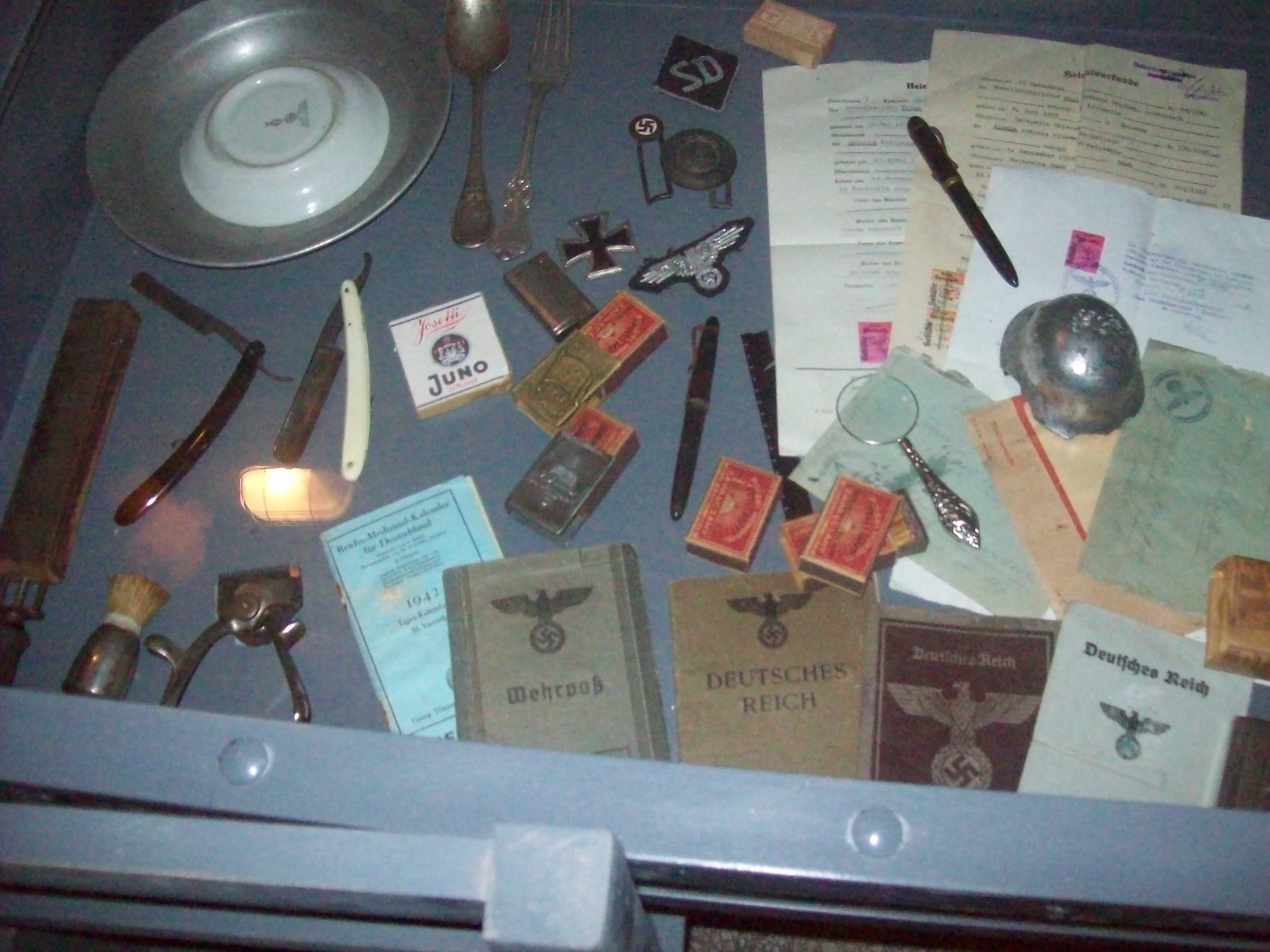
Gablota z gadżetami z filmu
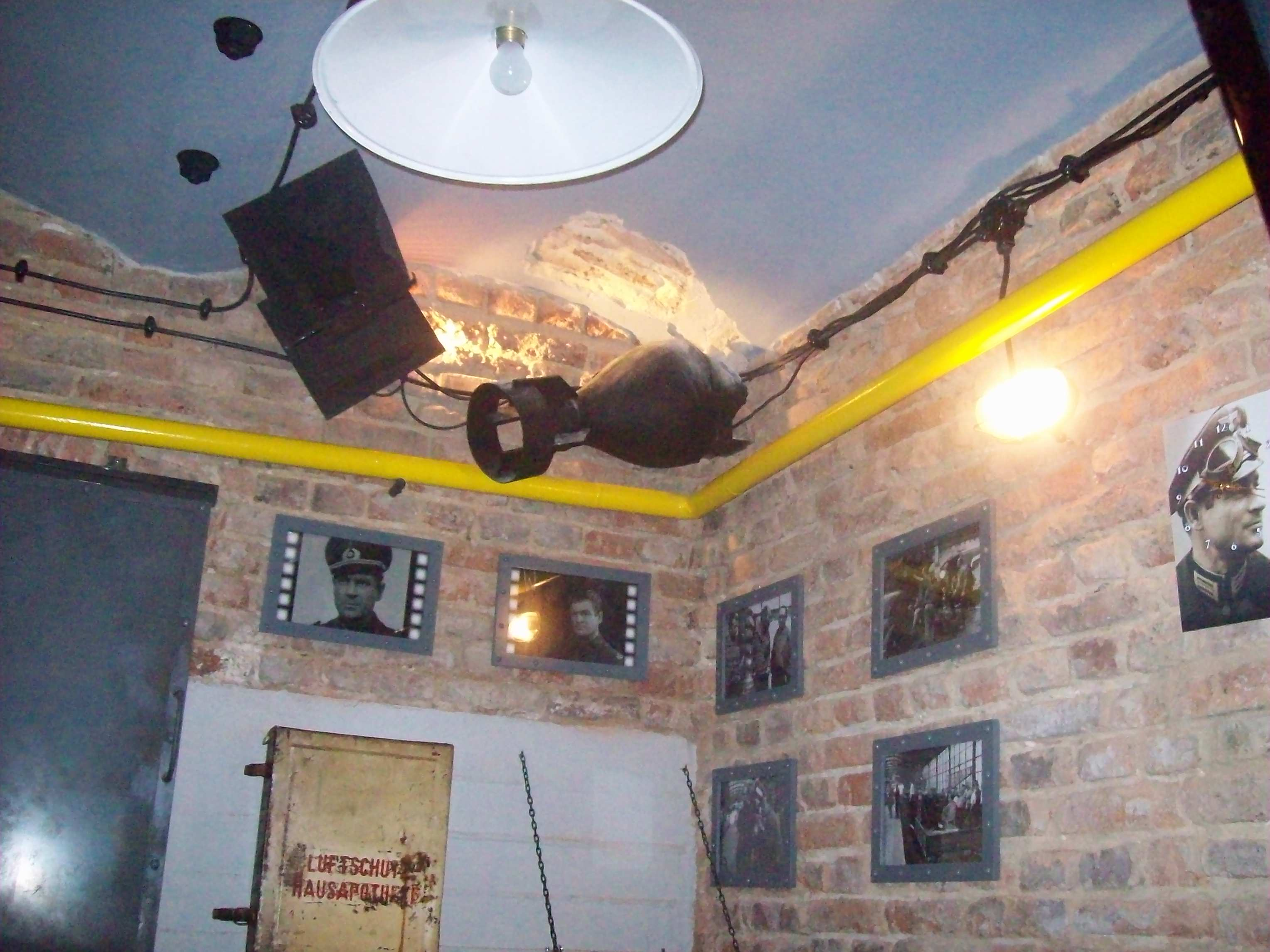
Bomba lotnicza "wbita w ścianę" muzeum